# Aerangis macrocentra
Aerangis macrocentra es una orquídea epífita originaria de África.

## Distribución y hábitat
Se encuentra en las costas oriental y central en Madagascar en los musgos de los bosques cerca del suelo en alturas desde el nivel del mar hasta los 2000 m s. n. m.

## Descripción
Es una planta pequeña de tamaño que prefiere clima caliente a fresco, es epífita, con los tallos cortos, tienen hojas lanceoladas, brillantes, de color azul, gris o verde oscuro. Florece  en una inflorescencia axilar de 30 cm de largo, colgante, con varias flores de 1.85 cm de ancho. Produce la floración  en el verano y el otoño.

## Taxonomía
Aerangis macrocentra fue descrita por (Schltr.) Schltr. y publicado en Beihefte zum Botanischen Centralblatt 33(2): 427. 1915.
Etimología
El nombre del género Aerangis procede de las palabras griegas: aer = (aire) y angos = (urna), en referencia a la forma del labelo.
macrocentra: epíteto latino que significa "la Aerangis del gran acicate [se refiere a la espuela del final del ápice inflado]"
Sinonimia
- Aerangis clavigera H.Perrier 1938;
- Angraecum clavigerum Ridl. 1885;
- Angraecum macrocentrum Schltr. 1913;
- Monixus clavigera (Ridl.) Finet[1][3][4]